# Port-Royal (banda)
Port-Royal es una banda de Génova, que forma parte de la actual escena post-rock italiana. Fue formada el año 2000 por Attilio Bruzzone (guitarra y teclados) y Ettore Di Roberto (piano y teclados). A ellos se les sumaría Michele Di Roberto (batería), Emilio Pozzolini (sampling) y Giulio Corona (bajo). Se caracterizan por su música enfatizada a la instrumentalización y los sonidos ambientales, que los acerca a bandas como Mogwai y M83.

## Historia
En el año 2000, Attilio y Ettore deciden formar una banda musical durante una fiesta en la que se encontraban. Su primera sesión fue en el dormitorio de Ettore, en donde había un piano y una guitarra acústica junto a una grabadora de casetes. Meses después, el hermano de Ettore, Michele, se une al proyecto en la batería y ayuda con el nombre para la banda. Muchas de las nuevas sesiones se llevarían a cabo en Saletta, un sótano en el centro genovés. En este lugar, se escribieron muchas canciones, algunas de las cuales fueron la base de futuros temas, mientras otras fueron olvidadas. A largo de los años, la banda ha sufrido varios cambios de miembros, pero su música continúa siendo similar a sus primeros tiempos.

## Miembros
- Attilio Bruzzone (guitarra, teclados, programming y bajo): 2000-presente.
- Ettore Di Roberto (piano, teclados y programming): 2000-presente.
- Emilio Pozzolini (samplers y programming): 2001-presente.
- Michele Di Roberto (batería): 2000-2005.
- Giulio Corona (bajo-live): 2003-2008.
- Sieva Diamantakos (visuals y videos): 2007-2014.

## Discografía

### LP
- Flares (Resonant Recordings, 2005).
- Afraid To Dance (Resonant Recordings, 2007).
- Flared Up - Remixes (Resonant Recordings, 2008).
- Magnitogorsk - split LP with Absent Without Leave, 4 tracks each artist (Sound In Silence, 2008).
- Dying In Time (n5MD, debruit&desilence, Sleeping Star, Isound Labels, Klik Records, 2009).
- 2000-2010: The Golden Age Of Consumerism (n5MD, 2011).
- Where Are You Now (n5MD, 2015).
- You Ware Nowhere - Remixes (n5MD, 2016).

### EP
- Kraken (Marsiglia Records, 2002).
- Honved (Chat Blanc Records, 2007).
- Anya: Sehnsucht (Chat Blanc Records, 2008).
- Balding Generation (Losing Hair as We Lose Hope) (n5MD, 2009).
- Afterglow w/ Millimetrik (Sang D'Encre Factory, 2010).

### Compilados
- Bias Illumination Over Diffracted Hearts (2003).
- Milk In My Cup (Green Fog, 2004).
- Losing Today (Not On Label, 2005).
- The Wire Tapper (Not On Label, 2005).
- First Past and the Post (Not On Label, 2005).
- Zenatron (De Vega De Ferrari, 2006).
- These Waves (Sound In Silence Records, 2006).
- Let's Talk About Muerte Pop (Muerte Pop, 2007).
- I Am You Are Me - Millimetrik Remixes & Unreleased (Chat Blanc Records, 2007).
- Chat Blanc 3rd Anniversary Compilation (Chat Blanc Records, 2007).
- Festival Elektroni[k] Septième Édition (Not On Label, 2007).
- Little Darla Has A Treat For You Vol. 25 - Endless Summer 2007-08 (Darla, 2007).
- Lost Days, Open Skies And Streaming Tides - Manual Rarities & Remixes (Darla, 2007).
- Treatment Effects (Chew-Z, 2007).
- Merry6mas 2007 (Make Mine Music, 2007).
- We Believe Vol. 2 (9.12 Records, 2007).
- PostRockNotes.com Compilation (Not On Label, 2008).
- Alternative Trippin Vol. 2 (Chaos Management - EMI Poland, 2008).
- Northwest Passage's New Era - Millimetrik New Album (Make Mine Music, 2008).
- Tympanik Audio's Emerging Organisms vol. 4 (Tympanik Audio, 2011).
- Dark Side of Pop (Cowshed Records, 2012).
- AMBIELOGUE - Chapter I (Pinmusik, 2013).